# Лью, Джейкоб
Джейкоб Джозеф Лью, или Джек Лью (Jacob Joseph "Jack" Lew; род. 29 августа 1955, Нью-Йорк, США) — американский политик, глава администрации президента США с января 2012 по январь 2013 года, член Демократической партии.
10 января 2013 года президент США Барак Обама номинировал кандидатуру Джейкоба Лью на пост министра финансов США, поскольку нынешний министр Тимоти Гайтнер уходит со своего поста. Сенат США утвердил кандидатуру Джейкоба Лью на своём заседании 27 февраля 2013 года.

## Биография
Джейкоб Лью родился в Нью-Йорке 29 августа 1955 года в ортодоксальной еврейской семье, там же окончил школу (Forest Hills High School), расположенную в
Куинсе. После этого он обучался в Карлтон-Колледже, а затем в 1978 году получил степень бакалавра в Гарвардском университете. В 1983 году он также окончил школу права (Law Center) Джорджтаунского университета в Вашингтоне.
С 1973 года Лью работал в Вашингтоне в качестве юриста-консультанта. В 1979—1983 годах он был в команде спикера Палаты представителей США Томаса О’Нила, работая главным советником спикера по внутренней политике, а также руководителем комитета демократической партии по управлению и политике (англ. The House Democratic Steering and Policy Committee).
При президенте Билле Клинтоне с мая 1998 года по январь 2001 года Лью работал директором Административно-бюджетного управления. Впоследствии он занимал точно такую же должность при президенте Бараке Обаме, с ноября 2010 года по январь 2012 года.
27 января 2012 Барак Обама назначил Лью главой администрации президента США. На этом посту он заменил Уильяма Дэйли и стал 25-м главой администрации президента за всю историю этой должности с 1946 года. В частности, на этом посту он пытался уладить разногласия между Бараком Обамой и спикером Палаты представителей США Джоном Бейнером, которые могли привести к фискальному обрыву и значительному увеличению налогов.
В ноябре 2012 года National Journal писал: "Если Лью будет назначен главой казначейства, то это будет означать, что Белый дом посылает два сообщения Уолл-Стрит и финансовому сообществу. Первое — что у них нет союзников в Вашингтоне. Второе — что Белый дом будет очень внимательно следить за налоговой политикой и мировыми финансовыми решениями".
10 января 2013 года президент США Барак Обама предложил кандидатуру Джейкоба Лью на пост министра финансов США. Кандидатура была утверждена Сенатом США 27 февраля 2013 года.

## Подпись
Номинация Лью на пост министра финансов США вызвала многочисленные комментарии, связанные с его подписью, похожей на горизонтальную спираль. Дело в том, что подпись министра финансов США воспроизводится на денежных знаках (долларах США), выпускаемых в период его нахождения в должности. В этой связи New York Magazine назвал его подпись «самой плохой подписью в мире» (англ. the world’s worst signature). Эту подпись также называли «сумасшедшей соломинкой» (англ. crazy straw), и в шутку имя политика искажалось в соответствии с подписью — Jack Loooooooo.
Во время номинации Барак Обама сказал, что он никогда ранее не видел подпись Лью и узнал об этом из прессы только накануне, и в шутку добавил, что если бы он знал, то, возможно, не стал бы рассматривать это назначение. Он сказал, что надеется, что Лью улучшит свою подпись в том варианте, который будет перенесён на долларовые банкноты. В июне 2013 года Лью последовал совету президента и изменил свою подпись.